# Psalm 48

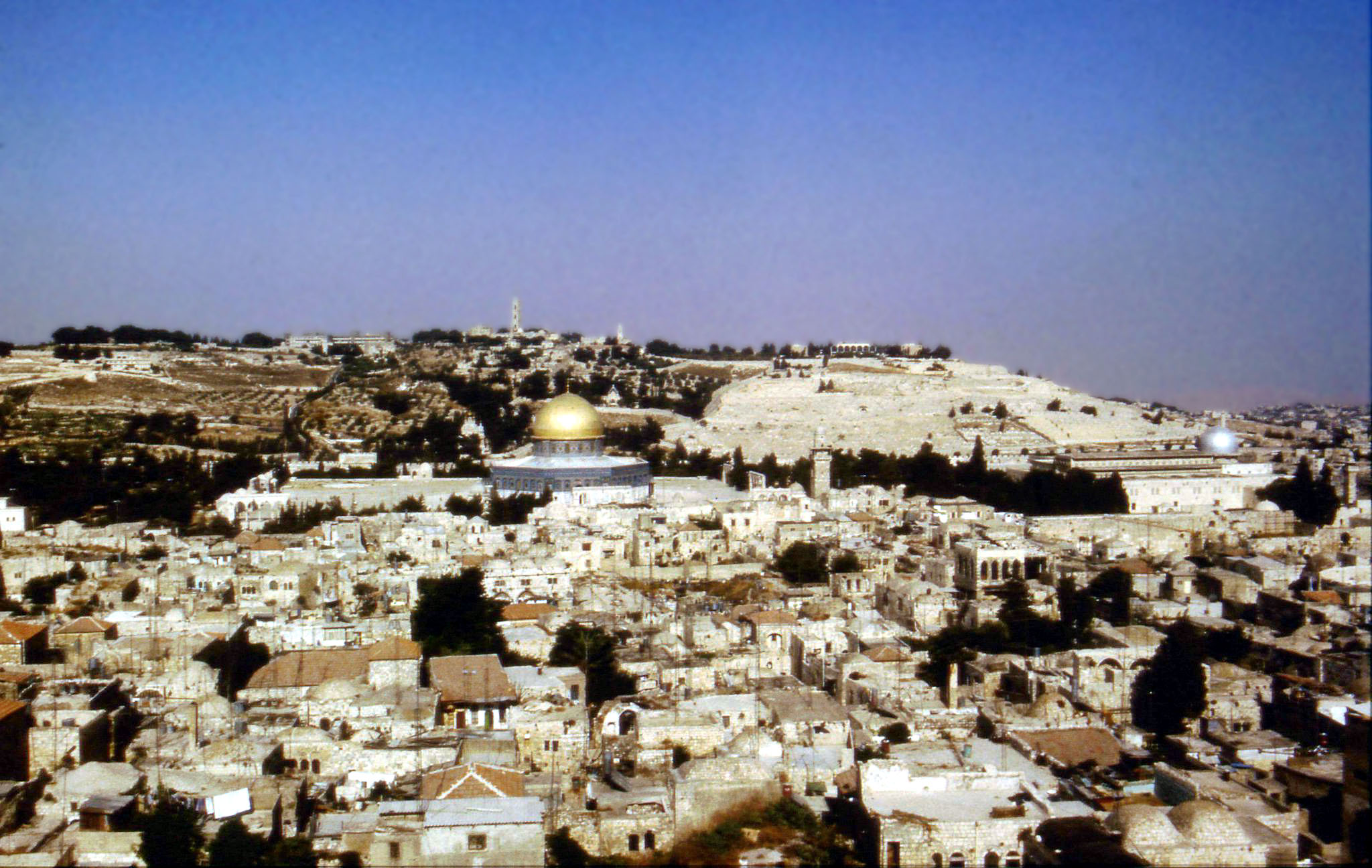
Jerozolima, z którą szczególnie blisko związany jest Psalm 48.

Psalm 48 – jeden z utworów zgromadzonych w biblijnej Księdze Psalmów. Zaliczany jest do dzieł Synów Koracha. W odróżnieniu od Psalmu 47 utwór ten w jednoznaczny sposób łączy nazwę Syjon (Jerozolima) z miastem Boga. W Septuagincie psalm ten nosi numer 47.

## Treść Psalmu
Psalm opowiada o pięknie Syjonu nawiązując do fortyfikacji, które same w sobie wzbudzają podziw. Nie stanowią one jednak gwarancji bezpieczeństwa choćby przed zagrożeniem z północy, które można utożsamić z górą Safon, główną siedzibą bogów według wierzeń Kananejczyków. Pewność bezpieczeństwa daje mieszkający w mieście król, który utożsamiany jest z osobą Boga.
Słowo Sela występuje siedemdziesiąt jeden razy w Księdze Psalmów. W psalmie 48 powtarza się tylko raz. Do dziś jego znaczenie nie jest znane.